# Nepeta trachonitica
Nepeta trachonitica là một loài thực vật có hoa trong họ Hoa môi. Loài này được Post mô tả khoa học đầu tiên năm 1888.